# Opaci
Opaci è un comune della Moldavia situato nel distretto di Căușeni di 3.516 abitanti al censimento del 2004.